# 横浜市立西富岡小学校
横浜市立西富岡小学校（よこはましりつ にしとみおかしょうがっこう）は神奈川県横浜市金沢区に所在する公立小学校。

## 概要
- 本校は、1969年（昭和44年）より富岡西地区で、殖産住宅と京急興業による宅地造成が開始された事から、児童数の増加が予想され、当時の富岡小学校の収容人数からみて、早急な学校建設の必要に迫られた事から開校した。
- 校歌 - 作詞：若山かほる / 作曲：伊藤伸哉
- 面積
  - 校地面積 - 1071228m2
  - 校舎面積 - 4627m2
  - グラウンド面積 - 6090m2
- 開校記念日 - 6月29日

## 沿革
- 1972年（昭和47年）4月1日 - 横浜市立富岡小学校西分校として開校。
- 1973年（昭和48年）4月1日 - 横浜市立西富岡小学校として、独立開校。
- 1974年（昭和49年）9月2日 - 校章制定。

## アクセス
- 京急本線能見台駅より京急バス「氷取沢高校」終点下車徒歩5分
- 金沢文庫方面よりバス停「下が谷」下車徒歩8分
- 京急本線能見台駅下車徒歩25分